# 赤石暴动
赤石暴动于1942年6月17日发生在福建省崇安县（今武夷山市）赤石村（今属武夷街道，在武夷山机场旁），是一次中国共产党领导的越狱暴动。1961年，赤石暴动旧址列为第一批福建省文物保护单位。

## 历史
1942年5月由于日军侵犯浙赣铁路沿线，上饶沦陷在即。第三战区司令长官司令部决定将关押于上饶集中营的政治犯转移到福建。6月5日，上饶集中营撤离上饶。17日下午在崇安县城南约7千米的赤石镇，被关押人员举行了越狱暴动，共有八十余人逃脱，冲上了武夷山。暴动的领导核心由陈念棣、赵天野、阮世炯、王东平四人组成。6月19日，未能参加暴动的人员中有59人被枪杀，其中秦峰一人幸存。暴动前后共有73人遇难。
今在暴动原址建有赤石暴动烈士陵园。